# Chiesa di San Carlo Borromeo (Storo)
La chiesa di San Carlo Borromeo è una chiesa sussidiaria a Riccomassimo, frazione di Storo. Risale al XVIII secolo.

## Storia
La piccola chiesa di San Carlo Borromeo in località Riccomassimo venne eretta nel 1720 per volontà dei conti Lodron, e Carlo Ferdinando, pochi anni dopo, fece dono alla chiesa della pala che fu posta sull'altar maggiore. In questo dipinto venne ritratto egli stesso.
Durante il XIX secolo vennero decorate le volte della sala e della parte presbiteriale.
Nella seconda metà del XX secolo la chiesa è stata oggetto di restauri.

## Descrizione
Il piccolo edificio sacro è stato costruito su un rilievo di roccia nella località di Riccomassimo.
La facciata è semplice, a capanna.
Il portale è architravato, su entrambi i suoi lati si trova una finestra e al centro della facciata in alto è posta un'apertura con funzione di rosone ad ellisse.
L'interno ha una sola navata con due piccole nicchie laterali.
La parte del presbiterio è leggermente rialzata.